# 武汉中央军事政治学校旧址
武汉中央军事政治学校旧址，位于武汉市武昌区解放路259号的武昌实验小学内，原为张之洞创建的两湖书院所在地，1912年书院停办。1926年至1927年，这里作为中央军事政治学校武汉分校，即武汉中央军事政治学校所在地。该旧址现存三幢坐北朝南的平房。2013年，武汉中央军事政治学校旧址被列为全国重点文物保护单位。

## 历史
光绪十五年（1889年），湖广总督张之洞在武昌设立两湖书院，招收两湖地区和茶商子弟，开设经济学、史学等学科。辛亥革命爆发后，1912年该学堂停办。1926年10月底，北伐军攻克武汉，国民党中央决定在武汉设黄埔军校政治科，地址位于武昌两湖书院内。1927年1月19日，该学校定为中央军事政治学校武汉分校。2月12日，该分校举办开学典礼，2月24日正式开学。1927年3月，国民党二届三中全会鉴于国民党中央和国民政府已经迁至武汉，决定将中央军事政治学校武汉分校更名为中央军事政治学校。七一五事变后，该校被迫解散。
中华人民共和国成立后，武汉中央军事政治学校旧址所属建筑位于武昌实验小学内。1983年，该旧址被公布为武汉市文物保护单位，1992年被列为湖北省文物保护单位。2006年，武汉市人民政府对该旧址进行整体维护和周边环境改造。2013年，武汉中央军事政治学校旧址被列为全国重点文物保护单位。

## 结构
武汉中央军事政治学校旧址旧址房屋现仅存武昌实验小学内的两排建筑。一排由三栋平房组成，坐北朝南，每栋面阔6间、进深3间，左右两侧开门，总面积670平方米。每幢平房四周均有1.9米宽的走廊，檐下朱漆圆柱，圆柱下有石柱础；另一排共有一栋半，形制与前一排基本相近，总面积约324平方米。